# 재능고등학교
재능고등학교(才能高等學校)는 대한민국 인천광역시 동구 송림동에 있는 사립 고등학교이다.

## 학교 연혁
- 1955년 4월 9일 : 재단법인 인숭학원 설립인가(초대 이사장 노진철)
- 1956년 1월 31일 : 인천무선고등학교 설립인가(무선통신과 3학급, 무선기술과 3학급)
- 1956년 4월 1일 : 인천무선고등학교 개교 (초대 교장 노진철)
- 1956년 4월 6일 : 교사 이전 인천시 용현동 610번지
- 1959년 8월 15일 : 현 위치 (동구 송림동 산 9번지)로 교사 이전
- 1965년 1월 24일 : 학교법인 대헌학원으로 법인명칭 변경
- 1969년 11월 22일 : 대헌공업고등학교로 교명변경 및 학칙변경 인가 (전기과,기계과 3학급 신설, 무선통신과, 무선기술과 3학급씩 증설)
- 1998년 2월 2일 : 박성훈 (주)재능교육 대표이사 본 학원 이사장 취임
- 1998년 6월 17일 : 학교법인 재능학원으로 법인 명칭 변경
- 2000년 8월 14일 : 실습동 자율관 증축(준공)
- 2011년 3월 1일 : 재능유비쿼터스고등학교로 교명 변경
- 2014년 3월 1일 : 재능고등학교로 교명 변경
- 2014년 6월 11일 : 재능고등학교 재능관(급식실) 준공
- 2020년 3월 1일 : 인천재능고등학교로 교명 변경(교훈 자율, 창의, 봉사)
- 2020년 3월 3일 : 실습실(창의관) 준공
- 2021년 9월 1일 : 제19대 백기용 교장 취임
- 2024년 9월 1일 : 재능고등학교로 교명 변경
- 2025년 1월 14일 : 제69회 졸업식 162명 졸업(연 25,765명)

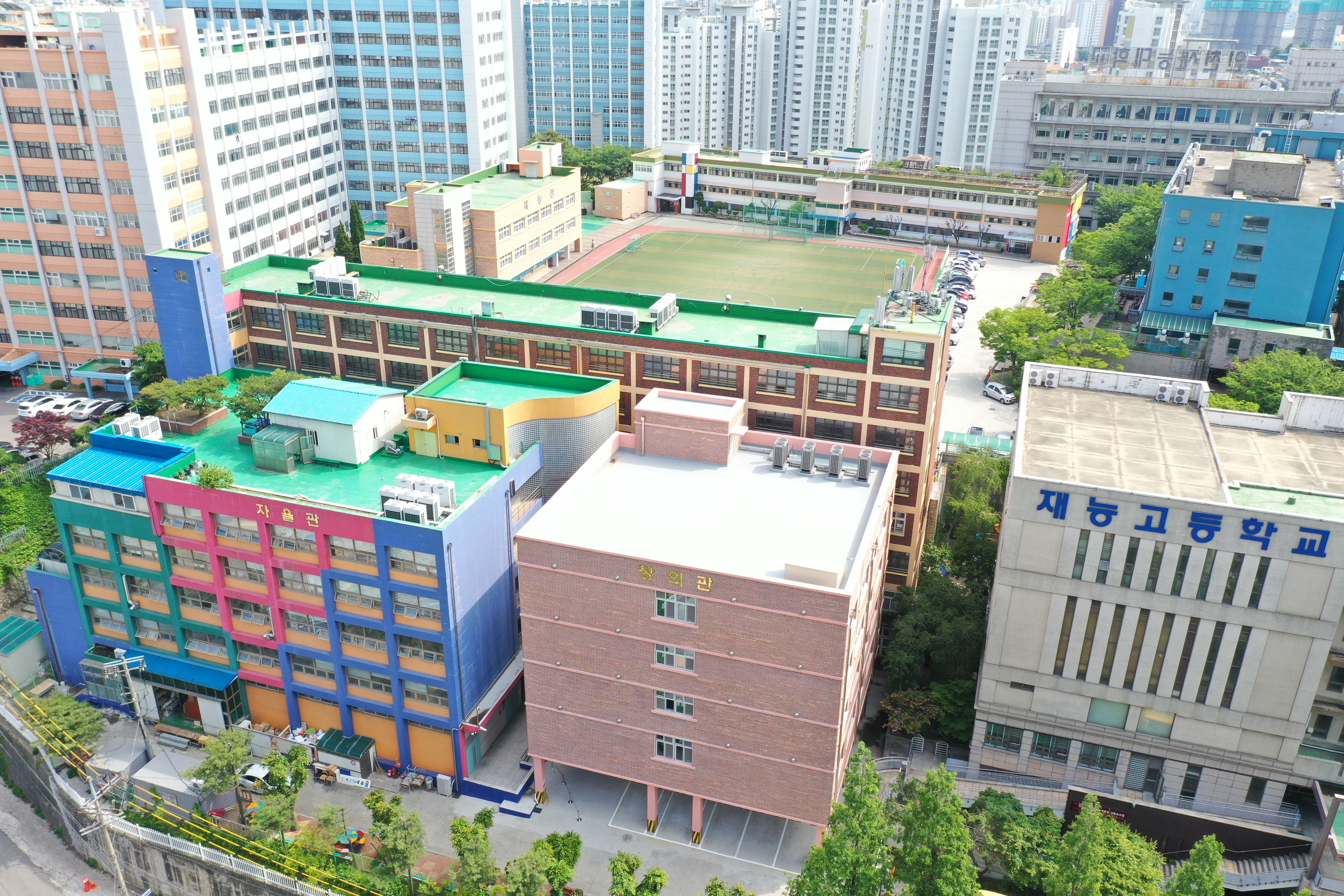

## 설치 학과
- 스마트통신과(AI헬스케어과로 통합)
- 스마트전자과(AI헬스케어과로 통합)
- 스마트전기과
- 차세대반도체과
- AI로봇과
- AI헬스케어과

## 참고 자료
- 학교알리미